# G-Phoria
G-Phoria foi uma premiação anual de jogos eletrônicos iniciada em 2003 e encerrada em 2009, produzida pela extinta rede de televisão G4.
Anteriormente, o evento era formatado como uma cerimônia de premiação regular gravada na frente de um público, apresentando celebridades como Hal Sparks, Carmen Electra, Wilmer Valderrama e Anna Nicole Smith, e apresentações musicais, junto com um show de prévia do tapete vermelho e algumas estreias de jogos. A partir de 2006, o G-Phoria foi entregue nas mãos da X-Play e se tornou um programa de escolha do espectador, apresentado por Adam Sessler e Morgan Webb. Depois de 2009, os prêmios do G-Phoria foram efetivamente combinadas com o tradicional "ano em review" exibido pela X-Play em meados de dezembro de cada ano até o final do programa em 2012.

## Vencedores por ano

### 2003
A primeira edição aconteceu em 30 de julho de 2003.
- Jogo do Ano: Grand Theft Auto: Vice City
- Melhor Adaptação: The Lord of the Rings: The Two Towers
- Melhor Jogo de Luta: Mortal Kombat: Deadly Alliance
- Melhor Cinematografia: Warcraft III: Reign of Chaos
- Melhores Gráficos: Tom Clancy's Splinter Cell
- Melhor Jogo Portátil/Mobile: The Legend of Zelda: A Link to the Past/Four Swords
- Melhor Performance Live Action/Voz Masculina: Ray Liotta, Grand Theft Auto: Vice City
- Melhor Performance Live Action/Voz Feminina: Jenna Jameson, Grand Theft Auto: Vice City
- Melhor Jogo On-line: Battlefield 1942
- Melhor Reavivamento: The Legend of Zelda: The Wind Waker
- Melhor Jogo Estreante: Tom Clancy's Splinter Cell
- Melhor Trilha Sonora: Grand Theft Auto: Vice City
- Melhor Jogo de Esportes: Madden NFL 2003
- Melhor História: Kingdom Hearts
- Melhor Vilão: Ganon, The Legend of Zelda: The Wind Waker
- Melhor Arma: Light Saber, Star Wars Jedi Knight II: Jedi Outcast
- Personagem Que Você Mais Gostaria de Ser: Dante, Devil May Cry 2
- Trapaça / Easter Egg Mais Legal: Desbloqueie o jogo original, Panzer Dragoon Orta
- Prêmio EB Gamers Choice: Grand Theft Auto: Vice City
- Prazer Mais Culpado: Dead or Alive Xtreme Beach Volleyball
- Personagem Mais Quente: Tina Armstrong, Dead or Alive Xtreme Beach Volleyball
- Personagem Mais Irritante: Zill, The Legend of Zelda: The Wind Waker
- Jogo Mais Inovador: Animal Crossing
- Jogo Mais Subestimado: Super Mario Sunshine

### 2004
A segunda edição ocorreu em agosto de 2004.
- Jogo do Ano: Star Wars: Knights of the Old Republic
- Prêmio Alt Sports (fornecido pela Mountain Dew): Tony Hawk's Underground
- Melhor Adaptação: Star Wars: Knights of the Old Republic
- Melhor Cinematografia: Final Fantasy X-2
- Melhor Easter Egg: Cheat do Snoop Dogg, True Crime: Streets of LA
- Melhores Gráficos: Ninja Gaiden
- Melhor Jogo Portátil: Final Fantasy Tactics Advance
- Melhor Inovação: Tom Clancy's Splinter Cell: Pandora Tomorrow, modo multijogador
- Melhor Jogo para Celular: multijogador de Bejeweled
- Melhor Jogo Multijogador: Unreal Tournament 2004
- Melhor Franquia Nova: Call of Duty
- Melhor Jogo de Corrida: Need for Speed Underground
- Melhor Jogo de RPG: Star Wars: Knights of the Old Republic
- Melhor Design de Som: The Lord of the Rings: The Return of the King
- Melhor Trilha Sonora: Tony Hawk's Underground
- Melhor Jogo de Esportes Tradicional: Madden NFL 2004
- Melhor Performance de Voz Feminina: Jada Pinkett Smith, Enter the Matrix
- Melhor Performance de Voz Masculina: Pierce Brosnan, James Bond 007: Everything or Nothing
- Personagem Favorito: Ryu Hayabusa, Ninja Gaiden
- Personagem Mais Quente: Rikku, Final Fantasy X-2
- Prêmio EB Gamers Choice: Star Wars: Knights of the Old Republic

### 2005
A terceira edição aconteceu em julho de 2005.
- Jogo do Ano: Halo 2
- Prêmio Alt Sports (fornecido pela Mountain Dew): NBA Street V3
- Melhor Adaptação: LEGO Star Wars: The Video Game
- Melhor Jogo de Ação: God of War
- Melhor Chefe: Scarab Battle, Halo 2
- Melhor Cinematografia: God of War
- Melhores Gráficos: Half-Life 2
- Melhor Jogo Portátil: The Legend of Zelda: The Minish Cap
- Melhor Inovação: Katamari Damacy
- Melhor Trilha Sonora Licenciada: Grand Theft Auto: San Andreas
- Melhor Jogo Multijogador: Halo 2
- Melhor Jogo Original: God of War
- Melhor Trilha Sonora Original: Halo 2
- Melhor Jogo de Corrida: Burnout 3: Takedown
- Melhor Jogo de RPG: Star Wars Knights of the Old Republic II: The Sith Lords
- Melhor Jogo de Tiro: Halo 2
- Melhor Design de Som: Halo 2
- Melhor Jogo de Esportes Tradicional: Madden NFL 2005
- Melhor Performance de Voz Feminina: Merle Dandridge, Half-Life 2
- Melhor Performance de Voz Masculina: David Cross, Halo 2
- Prêmio EB Gamers Choice: World of Warcraft
- Personagem Favorito: Kratos, God of War
- Prêmio Legend (fornecido pela Jeep): Ralph H. Baer

### 2006
A quarta edição aconteceu em agosto de 2006.
- Jogo do Ano: The Elder Scrolls IV: Oblivion
- Melhor Jogo de Ação: Shadow of the Colossus
- Melhor Dublagem: Kingdom Hearts II
- Melhor Jogo de Tiro: Call of Duty 2
- Prêmio Alt Sports: Mario Superstar Baseball
- Melhor Jogo Portátil: Mario Kart DS
- Melhor Jogo Original: Guitar Hero
- Melhor Trilha Sonora: Kingdom Hearts II
- Melhor Jogo de Estratégia: Star Wars: Empire at War
- Melhor Jogo de RPG: The Elder Scrolls IV: Oblivion
- Melhor Jogo Multijogador: Tom Clancy's Ghost Recon Advanced Warfighter
- Jogo Mais Bonito: The Elder Scrolls IV: Oblivion
- Melhor Jogo de Esportes Tradicional: Fight Night Round 3

### 2007
A quinta edição ocorreu em agosto de 2007.
- Jogo do Ano: The Legend of Zelda: Twilight Princess
- Melhor Sistema: Xbox 360
- Melhor Personagem Novo: Marcus Fenix, Gears of War
- Personagem Mais Gata: Kasumi, Dead or Alive Xtreme 2
- Melhor Jogo de Estratégia: Command & Conquer 3: Tiberium Wars
- Melhor Jogo de Esportes: Wii Sports
- Melhor Jogo de Ação: Gears of War
- Melhor Jogo de RPG: The Legend of Zelda: Twilight Princess
- Melhor Jogo Original: Dead Rising
- Melhor Jogo Multijogador: Gears of War
- Melhor Conteúdo para Download: The Elder Scrolls IV: Shivering Isles
- Melhor Jogo Portátil: Pokémon Diamond e Pearl
- Melhor Locução: Mighty Rasta como Augustus Cole, Gears of War
- Melhores Gráficos: Gears of War
- Melhor Trilha Sonora: Guitar Hero 2
- Jogo que Merece um Filme de Uwe Boll: Red Steel
- Melhor Jogo de Passo Mais Duradouro: The Legend of Zelda: Twilight Princess

### 2008
A sexta edição aconteceu em agosto de 2008.
- Jogo do Ano: Halo 3
- Sistema Favorito: Xbox 360
- Melhores Gráficos: Metal Gear Solid 4: Guns of the Patriots
- Melhor Personagem Novo: Niko Bellic, Grand Theft Auto IV
- Melhor Jogo de Festa: Rock Band
- Melhor Jogo de Estratégia: Sid Meier's Civilization Revolution
- Melhor Jogo de Esportes: skate.
- Melhor Jogo de Ação: Grand Theft Auto IV
- Melhor Jogo de Tiro: Call of Duty 4: Modern Warfare
- Melhor Jogo de Corrida: Mario Kart Wii
- Melhor Jogo de RPG: Mass Effect
- Jogo Mais Original: Portal
- Melhor Jogo On-line: Call of Duty 4: Modern Warfare
- Melhor Conteúdo para Download: Rock Band
- Melhor Jogo Portátil: God of War: Chains of Olympus
- Melhor Dublagem: Metal Gear Solid 4: Guns of the Patriots
- Melhor Trilha Sonora: Rock Band
- Jogo que Merece um Filme de Uwe Boll: Turok
- Jogo Mais Duradouro (fornecido pela Stride): Grand Theft Auto IV

### 2009
A sétima e última edição ocorreu em 31 de julho de 2009.
- Jogo do Ano: Fallout 3
- Melhor Jogo de Ação: Infamous
- Melhor Conteúdo para Download: Fallout 3: Broken Steel
- Melhor Jogo Baixável: Castle Crashers
- Melhores Gráficos: Killzone 2
- Melhor Jogo Portátil: Grand Theft Auto: Chinatown Wars
- Melhor Personagem Novo: Sackboy, LittleBigPlanet
- Melhor Multijogador On-line: Left 4 Dead
- Melhor Jogo de Festa: Rock Band 2
- Melhor Jogo de Corrida: Burnout Paradise: Big Surf Island
- Melhor Jogo de RPG: Fallout 3
- Melhor Jogo de Tiro: Gears of War 2
- Melhor Trilha Sonora: Fallout 3
- Melhor Jogo de Esportes: Fight Night Round 4
- Melhor Jogo de Estratégia: Halo Wars
- Melhor Dublagem: Fallout 3
- Jogo que Merece um Filme de Uwe Boll: Legendary
- Sistema Favorito: Xbox 360
- Jogo Mais Original: LittleBigPlanet
- Jogo Mais Duradouro: Fallout 3